# Surinaamse parlementsverkiezingen 1884
De Surinaamse parlementsverkiezingen in 1884 vonden plaats in maart van dat jaar. 
Er konden drie leden voor de Koloniale Staten gekozen worden in verband met het periodiek aftreden van G.H. Barnet Lyon, M.S. van Praag en A. Salomons.
| Kandidaat                                     | Stemmen in de eerste ronde | resultaat |
| --------------------------------------------- | -------------------------- | --------- |
| G.H. Barnet Lyon                              | 117                        | gekozen   |
| J.E. Muller                                   | 20                         | x         |
| M.S. van Praag                                | 112                        | gekozen   |
| A. Salomons                                   | 102                        | gekozen   |
| zes andere personen met minder dan 10 stemmen |                            |           |

Bij deze verkiezingen mochten alleen mannen die aan bepaalde voorwaarden voldeden (censuskiesrecht) stemmen. Bij de eerste ronde waren er 126 geldig uitgebrachte stembiljetten waarbij een kiezer voor meer dan een kandidaat kon stemmen. Er waren drie zetels te verdelen en om in de eerste ronde gekozen te kunnen worden had een kandidaat de stem nodig van meer dan de helft van de geldig uitgebrachte stembiljetten (minstens 64 stemmen). Precies drie kandidaten voldeden aan die voorwaarde zodat er geen tweede ronde nodig was.
Met ingang van het nieuwe zittingsjaar op 13 mei 1884 (2e dinsdag van mei) had de Koloniale Staten de volgende dertien leden:
| Naam                       | Gepland jaar van aftreding | Bijzonderheden                             |
| -------------------------- | -------------------------- | ------------------------------------------ |
| D. Juda*                   | 1885                       | voorzitter                                 |
| A. Salomons                | 1890                       | vicevoorzitter                             |
| W. van Esveld*             | 1885                       |                                            |
| H. Knoch*                  | 1885                       | in juni 1884 opgevolgd door M.C. de Leeuw* |
| J.F. Saile Vanier*         | 1885                       |                                            |
| J.F.A. Cateau van Rosevelt | 1886                       |                                            |
| C.J. Heylidy               | 1886                       |                                            |
| C. van Lier                | 1886                       |                                            |
| H. Barnett                 | 1888                       |                                            |
| A.J. da Costa              | 1888                       |                                            |
| A.H. de Granada            | 1888                       |                                            |
| G.H. Barnet Lijon          | 1890                       |                                            |
| M.S. van Praag             | 1890                       |                                            |

* = benoemd door de gouverneur